# Eugenio Lecaldano
Eugenio Lecaldano (Treviso, 29 agosto 1940) è un filosofo italiano, attivo soprattutto nel campo della bioetica.

## Biografia
Nel 1964 consegue la laurea in Filosofia presso l'Università degli Studi di Roma "La Sapienza" e nello stesso ateneo frequenta il corso di perfezionamento nella medesima disciplina, conseguendo il diploma nel 1968. Successivamente è ricercatore per il CNR presso il "Lessico intellettuale europeo" a Roma. Dapprima docente di Storia della filosofia moderna e contemporanea e poi di Filosofia morale a Siena, prosegue la sua attività presso la Sapienza dal 1986, ove insegna anche Bioetica dal 1999 al 2002 ed è Direttore del Master di II livello di Etica pratica e Bioetica dal 2002 al 2010. Dal 2010 è professore emerito di Filosofia morale presso il Dipartimento di Filosofia dell'Università Sapienza di Roma. Dall'aprile 2015 è socio corrispondente della Classe di Scienze Morali, Storiche e Filologiche - sezione I Filosofia - dell'Accademia delle Scienze di Torino.
È membro dei comitati scientifici delle riviste Ethical Theory and Moral Practice. An International Forum (dal 1998), Iride. Filosofia e discussione pubblica (dal 1987), Ragion Pratica e dei comitati direttivi di Bioetica. Rivista interdisciplinare (dal 1995), Filosofia e questioni pubbliche, Rivista di Filosofia (dal 1998), Hume Studies (2006-2011). È stato membro del Comitato Nazionale di Bioetica. È stato fra i fondatori della Società Italiana di Filosofia Analitica, che ha presieduto dal 1992 al 1994; e membro del direttivo della Società Filosofica Italiana sezione di Roma dal 1991 al 1993 e poi dal 2006. Ha diretto la collana Etica Pratica per l'editore Laterza, e la collana Etica pratica e bioetica per l'editore Le Lettere di Firenze. Nel 1997 per il volume Etica (UTET Libreria, 1995) è stato insignito dall'Accademia delle Scienze di Torino del premio "Cesare Gautieri" per la Filosofia del centenario 1896-1996.

## Pensiero
Le riflessioni di Lecaldano spaziano dalla storia della filosofia morale sino alle discussioni contemporanee sulla bioetica. Avvalendosi anche del rigore concettuale della filosofia analitica, indirizza la sua ricerca alla ricostruzione storiografica della morale anglosassone dal XVII al XIX secolo, con particolare riferimento ai filosofi scozzesi (David Hume, Adam Smith). Ha inoltre indagato criticamente i problemi della metaetica. In bioetica, Lecaldano si prefigge l'obiettivo di una chiarificazione delle implicazioni morali legate alle biotecnologie, che sfocia in una prospettiva laica per la pacifica gestione dei conflitti morali che le "tecnologie della vita" hanno prodotto.

## Opere
- Le analisi del linguaggio morale. "Buono" e "dovere" nella filosofia inglese dal 1903 al 1965, Roma, Edizioni dell'Ateneo, 1970.
- Introduzione a Moore, Roma-Bari, Laterza, 1972.
- L'Illuminismo inglese, Torino, Loescher, 1985.
- Hume e la nascita dell'etica contemporanea, Roma-Bari, Laterza, 1991.
- Etica, Torino, UTET Libreria, 1995.
- Bioetica. Le scelte morali, Roma-Bari, Laterza, 1999.
- Saggi di storia e teoria dell'etica, Gaeta, Bibliotheca, 2000.
- Dizionario di bioetica, Roma-Bari, Laterza, 2002.
- Un'etica senza Dio, Roma-Bari, Laterza, 2006.
- Prima lezione di Filosofia Morale, Roma-Bari, Laterza, 2010.
- Simpatia, Milano, Raffaello Cortina Editore, 2013.
- Senza Dio. Storie di atei e ateismo, Bologna, Il Mulino, 2015.
- Sul senso della vita, Bologna, Il Mulino, 2016.
- Identità personale. Storia e critica di un’idea, Roma, Carocci editore, 2021
- Bene, in Le parole della filosofia, a cura di Corrado del Bo’, Simone Pollo, Paola Rumore, Corriere della sera, 2022

### Traduzione e curatela
- David Hume, Opere filosofiche, insieme a Enrico Mistretta, Roma-Bari, Laterza, 1971.